# 外山光庸
外山 光庸（とやま みつつね、1874年〈明治7年〉8月1日 - 1919年〈大正8年〉4月5日）は、明治から大正期の政治家、華族。貴族院子爵議員。旧姓・豊岡、旧名・庸雄（いさを）。

## 経歴
京都で殿掌・豊岡健資の三男として生まれ、1885年（明治18年）9月に外山光曁の養子となり、養父の死去に伴い同年11月4日子爵を襲爵した。その後、光庸と改名。
学習院高等科を修了。都会の生活を避け伊豆大島で生活していた。1918年（大正7年）7月10月、貴族院子爵議員に選出され翌年死去するまで在任した。従三位。

## 家族・親族
- 母 家女房（川嵜重徳女）[3]
- 養子 外山英資（1907年11月生、実弟・豊岡圭資の二男）[1]外山家と子爵位を継いだ。妻は田中長一郎の二女・なほ子（1915年1月生）。
- 庶子 道子（1916年11月生）光庸と下村マツとの間に生まれ、学習院女子部を出たのち京都の呉服商・八木清一（1905年5月生）[注 2]に嫁いだ。